# メイ・サートン
メイ・サートン（May Sarton, 1912年5月3日 - 1995年7月16日）は、ベルギー出身のアメリカ合衆国の小説家・詩人。

## 略歴
科学史家ジョージ・サートンを父としてベルギーのワンデルゲム（ヘントの一地区）に生まれる。
第一次世界大戦でドイツ軍が侵攻したため、4歳のとき父母とともに英国を経て、アメリカのボストンに亡命する。父はハーヴァード大学に勤め、メイはマサチューセッツ州ケンブリッジのラテン学校を卒業して女優になり、劇団を主宰するが挫折する。
1938年の処女詩集を上梓してからは著述に専念した。1945年、ニューメキシコ州のサンタフェでジュディ・マトラックと知り合い、13年間恋人となる。1960年代後半、小説のなかで同性愛を明らかにしたことで大学の職を追われ、本の出版も中止された。1978年にパートナーとの別離や、小説『総決算の時』への酷評、乳がんの手術などが重なり、鬱状態となる。しかし、自然・読書・友人・ファンに支えられて回復していった。
『独り居の日記』をはじめとする日記でも知られる。

## 日本語訳著書
- 『独り居の日記』武田尚子訳 みすず書房 1991年、新装版2016年
- 『ミセス・スティーヴンズは人魚の歌を聞く』大社淑子訳 みすず書房 1993年
- 『今かくあれども』武田尚子訳 みすず書房 1995年
- 『夢見つつ深く植えよ』武田尚子訳 みすず書房 1996年
- 『猫の紳士の物語』ベンジャミン・レヴィ絵、武田尚子訳 みすず書房 1996年
- 『私は不死鳥を見た 自伝のためのスケッチ』武田尚子訳 みすず書房 1998年
- 『総決算のとき』幾島幸子訳 みすず書房 1998年
- 『海辺の家』武田尚子訳 みすず書房 1999年
- 『わたしの愛する孤独』マリタ・シンプソン、マーサ・ウィーロック編、落合恵子訳 立風書房 2001年
- 『一日一日が旅だから』武田尚子編訳 みすず書房 2001年
- 『回復まで』中村輝子訳 みすず書房 2002年、新装版2019年
- 『82歳の日記』中村輝子訳 みすず書房 2004年
- 『70歳の日記』幾島幸子訳 みすず書房 2016年
- 『74歳の日記』幾島幸子訳 みすず書房 2019年
- 『終盤戦　79歳の日記』幾島幸子訳 みすず書房 2023年